# Culicoides brownei
Culicoides brownei är en tvåvingeart som beskrevs av Gustavo R. Spinelli 1993. Culicoides brownei ingår i släktet Culicoides och familjen svidknott.
Artens utbredningsområde är Colombia. Inga underarter finns listade i Catalogue of Life.